# Hpa-an
Hpa-an är en stad i Myanmar. Den är huvudstad i delstaten Kayin, i den södra delen av landet, 400 km söder om huvudstaden Naypyidaw. Folkmängden uppgår till cirka 75 000 invånare.